# 두기오토크섬

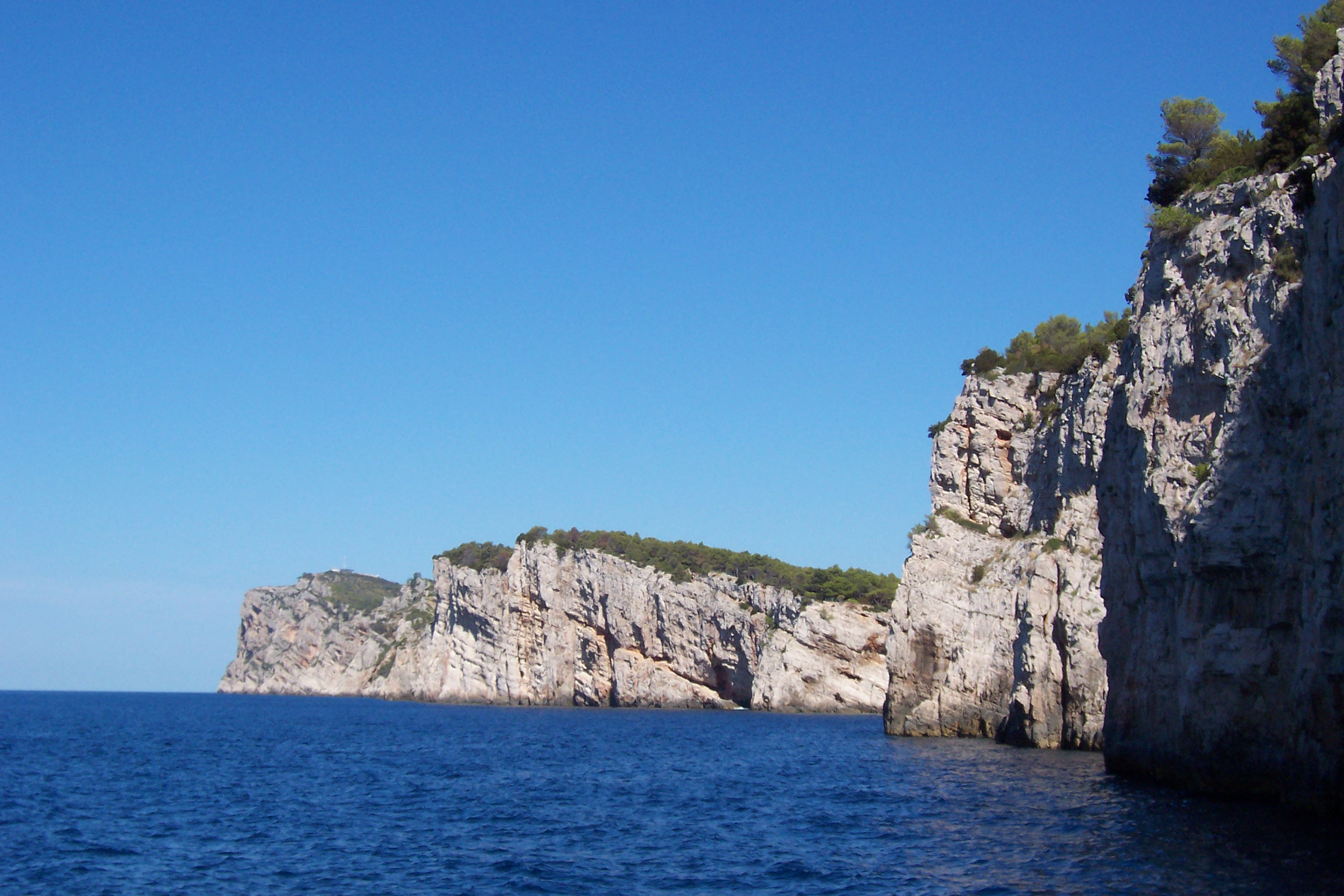
두기오토크섬

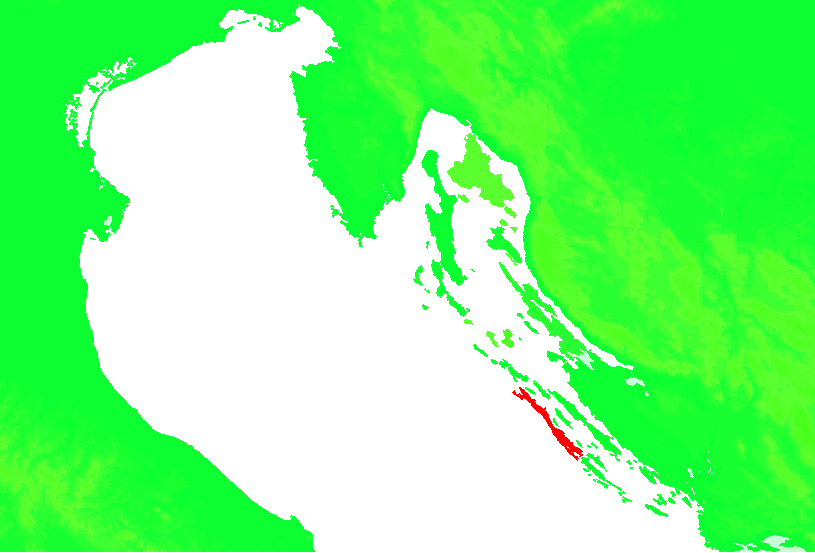
두기오토크섬의 위치

두기오토크섬(크로아티아어: Dugi Otok, 이탈리아어: Isola Lunga)은 아드리아해에 위치한 크로아티아의 섬으로 면적은 114.44km2, 높이는 337m, 인구는 1,655명(2011년 기준)이다. 섬 이름은 크로아티아어로 "긴 섬"을 뜻한다. 행정 구역상으로는 자다르주에 속하며 자다르의 서쪽에 위치한다.

## 같이 보기
- 시베니크